# Antiphos (Sohn des Myrmidon)
Antiphos (altgriechisch Ἄντιφος Ántiphos) ist eine Gestalt der griechischen Mythologie.
Er war der Sohn des Stammvaters Myrmidon und der Königstochter Peisidike. Gemäß der thessalischen Variante der Myrmidonensage war Antiphos ein Enkel des Zeus und der Bruder des phthischen Königs Aktor.